# Aristida purpusiana
Aristida purpusiana är en gräsart som beskrevs av Albert Spear Hitchcock. Aristida purpusiana ingår i släktet Aristida och familjen gräs. Inga underarter finns listade i Catalogue of Life.